# Luigi Di Maio
Luigi Di Maio (* 6. července 1986, Avellino) je italský politik, bývalý lídr Hnutí pěti hvězd, od 1. června 2018 do 5. září 2019 ministr pro hospodářský rozvoj a ministr práce a sociální politiky a od 5. září 2019 do 22. října 2022 ministr zahraničí nejdříve v druhé vládě Giussepa Conteho a poté ve vládě Maria Draghiho. Byl také zastupujícím předsedou vlády Giuseppa Conteho.
Hnutí pěti hvězd v červnu 2022 opustil a založil vlastní formaci Společně pro budoucnost. Důvodem byly dlouhodobé neshody s lídrem hnutí Giuseppem Contem, bezprostředně pak jeho nesouhlas s dodávkami zbraní na Ukrajinu. Jeho hnutí ale v parlamentních volbách v říjnu 2022 propadlo (nezískalo ani jednoho poslance) a ukončilo činnost.

## Původ a studium
Luigiho otec Antonio Di Maio byl podnikatelem v oboru nemovitostí. Politicky se angažoval v neofašistickém Italském sociálním hnutí (Movimento Sociale Italiano, MSI). Jeho matka byla učitelkou.
Luigi di Maio studoval na klasickém gymnáziu. Poté začal studovat inženýrské vědy na Neapolské univerzitě Fridricha II., pak ale přešel na studium práv. Již na univerzitě se angažoval ve studentském hnutí, založil studentský parlament. Studium práv však nedokončil. V roce 2007 získal akreditaci jako novinář.

## Politická kariéra
Di Maio se v roce 2007 připojil k protestním akcím, které vedl Beppe Grillo. Již v roce 2009 vstoupil do nově založeného Hnutí pěti hvězd (M5S). V roce 2013 byl za tuto politickou stranu zvolen do Poslanecké sněmovny (Camera dei deputati) italského parlamentu.
Za politickým vzestupem a volebními výsledky Hnutí pěti hvězd stojí 42letý milánský mediální podnikatel Davide Casaleggio, který vlastní internetovou firmu Casaleggio Associati. Tuto firmu a vliv na M5S zdědil po svém otci Gianrobertovi Casaleggiovi, který zemřel v roce 2016 ve věku 61 let. Casaleggio senior byl spřátelen s formálním zakladatelem M5S, komikem Beppem Grillem, kterému dopomohl k úspěšnému vytvoření jeho velmi vyhledávaného blogu. Grillo se mezitím stáhl z každodenní práce v hnutí a přenechal vůdčí pozici 32letému Luigimu di Maio z Neapole. Ředitelství strany má v současnosti 5 členů – Di Maio (předseda strany), Alessandro Di Battista, Roberto Fico, Carla Ruocco a Carlo Sibilia.
Ve volbách do Poslanecké sněmovny v roce 2018 dosáhlo doposud opoziční Hnutí pěti hvězd (Movimento Cinque Stelle) velkého úspěchu, když získalo 32,6 % hlasů (+ 6,8 % oproti volbám roku 2013). Hnutí se tak stalo nejsilnější samostatnou politickou stranou země. Dosavadní vládní uskupení pod vedením Demokratické strany (Partito Democratico, PD) bývalého předsedy vlády Mattea Renziho utrpělo značné ztráty. Připadlo na ně jen 22,9 % hlasů, takže následně došlo k vytvoření nové italské vlády pod vedením Giuseppa Conteho, ve které se Di Maio stal ministrem pro dva rezorty a vicepremiérem.

## Podpora francouzským Žlutým vestám
V úterý 5. února 2019 přicestoval Luigi Di Maio do Paříže, setkal se se zástupci francouzského Hnutí žlutých vest a vyslovil jim svou podporu. Jedná se mu také o spojenectví v kampani před volbami do Evropského parlamentu v květnu 2019. Na znamení protestu proti akci italského ministra práce a sociální politiky byl francouzským ministerstvem zahraničí následně odvolán velvyslanec v Římě ke konzultacím.
9. února 2019 se konaly protivládní demonstrace v Římě s účastí 50 000–100 000 lidí, mezi nimi italských žlutých vest. Demonstrujícím šlo o zlepšení sociální situace v zemi.